# Schlaflos
Schlaflos (Originaltitel: Insomnia) ist der Titel eines Romans des US-amerikanischen Autors Stephen King. Die US-amerikanische und die deutsche Erstausgabe erschienen im Jahr 1994.
Die Handlung spielt wie in Kings Werken Es und Duddits in der fiktiven Stadt Derry im US-Bundesstaat Maine.

## Handlung
Ralph Roberts, ein verwitweter 70-Jähriger, lebt in der Stadt Derry zusammen mit Bill McGovern in einem Haus. Roberts leidet unter Schlaflosigkeit, seit seine Frau Carolyn an einem Gehirntumor verstarb. Roberts wird eines Tages Zeuge eines Streits seines Nachbarn Ed Deepneau mit einem LKW-Fahrer, in dessen Verlauf sein Nachbar ausrastet und den Fahrer beschuldigt, unter der Plane seines Lastwagens tote Embryonen zu transportieren. Tatsächlich befinden sich dort lediglich ein paar Fässer Dünger.
Zwei Monate darauf läuft Helen Deepneau, Eds Frau, schwer verwundet mit ihrer kleinen Tochter Natalie über den Parkplatz des Supermarktes, in dem Ralph gerade einkauft. Sie wurde von Ed verprügelt, nachdem er erfahren hatte, dass seine Frau eine Petition für die Feministin Susan Day unterschrieben hatte, die sich für das Recht der Frauen auf Abtreibung einsetzt. Helen wird zuerst ins Krankenhaus gebracht und dann von einer Frauenrechtlergruppe aufgenommen; sie ist endlich in Sicherheit, während sich Ed öffentlich einer Abtreibungsgegnergruppe anschließt. Deren Proteste vor der Abtreibungsklinik eskalieren von Zeit zu Zeit und enden schließlich in gewalttätigen Auseinandersetzungen.
In dieser Zeit sieht Ralph zum ersten Mal zwei kleine, kahlköpfige Wesen. Sie betreten das Haus seiner Nachbarin und tragen eine Schere bei sich. Ralph ist sicher, dass seine Nachbarin durch die Hand der beiden Wesen gestorben ist. Später bemerkt er ein drittes Wesen, doch dieses scheint die Menschen zu verachten und Spaß am Töten zu haben.
Außerdem entdeckt er die Welt der Auren, er sieht Farben um Menschen und Gegenstände herum, die verschiedene Farben haben, und bemerkt, dass alle Menschen in ihrer Aura so etwas wie eine Ballonschnur haben, die bis in den Himmel reicht; bei einigen jedoch ist die Aura schwarz, und es existiert keine Ballonschnur mehr. Er findet bald heraus, dass diese Menschen nicht mehr lange zu leben haben und die Ballonschnüre so etwas wie Nabelschnüre sein müssen, ohne die die Menschen nicht überleben können.
Total verwirrt und an sich selbst zweifelnd, vertraut sich Ralph seinem Freund Bill an; dieser jedoch glaubt nur, dass Ralph Hilfe von einem Arzt bräuchte und geisteskrank sei. Die beiden streiten sich, und Ralph trifft Lois Chasse im Park. Diese erzählt ihm, sie könne ebenfalls Auren sehen und leide unter Schlaflosigkeit. Ralph sieht sie nun in einem völlig anderen Licht.
Eines Tages bekommt Ralph Besuch von Helen Deepneau und ihrer Tochter Natalie sowie einer ihrer Freundinnen, Gretchen Tilbury. Die beiden danken ihm noch einmal dafür, dass er Helen damals geholfen hat, und warnen ihn vor Ed Deepneau und seinen Männern; sie schenken ihm Pfefferspray, das er jedoch zur Seite stellt und wieder vergisst.
Als er in der Bibliothek in Derry etwas nachlesen will, wird er von Charlie Pickering, einem von Ed Deepneaus Freunden, mit einem Messer angegriffen. Pickering sticht Ralph sein Messer in die Seite, dieser jedoch bemerkt, dass er das Pfefferspray von Helen und Gretchen in seiner Manteltasche trägt, und benutzt dieses, um sich zu verteidigen.
Ralph und Lois wollen einen Krankenhausbesuch machen und treffen dort erstmals persönlich die beiden kahlköpfigen Ärzte; Ralph nennt sie, nach den Moiren, Lachesis und Klotho, denn die beiden zeigen Ralph und Lois einen Teil ihrer Arbeit, sie beenden das Leben eines Patienten, indem sie mit ihrer Schere die Ballonschnur seiner Aura durchtrennen.
Klotho und Lachesis steigen mit den beiden auf in eine andere Ebene, um ihnen zu erklären, wofür sie vorbestimmt waren: Der dritte Arzt, Atropos, der Zufall, beabsichtigt, tausende von Menschen zu töten, auf Befehl einer mächtigen Kreatur, des Scharlachroten Königs.
Das Unglück soll an jenem Tag geschehen, an dem Susan Day im Bürgerzentrum ihre Rede halten würde. Ed Deepneau will ein mit Sprengstoff beladenes Flugzeug in das Gebäude des Bürgerzentrums steuern. Dort würde jedoch ein kleiner Junge anwesend sein, dessen Weiterleben unbedingt gesichert werden müsse, da er noch eine wichtige Rolle zu spielen habe. Die beiden müssen Ed aufhalten und Atropos Einhalt gebieten.
Nachdem Ralph und Lois ihre weiteren Fragen mehr schlecht als recht beantwortet bekommen haben, fahren sie sofort zum Haus, in dem Helen, Gretchen und noch weitere Feministinnen wohnen, um herauszufinden, wo Ed ist. Als sie dort ankommen, sehen sie, wie ein paar von Ed Deepneaus Männern das Haus angegriffen und in Brand gesteckt haben; die Frauen sind unten im Keller eingesperrt. Ralph begibt sich erneut auf eine andere Realitätsebene und kann sie retten.
Die beiden suchen zunächst Atropos’ Behausung auf, um dort vielleicht eine Lösung für ihre Aufgabe zu finden. Sie sehen, dass Atropos von jedem, den er mutwillig getötet hat, ein Souvenir behalten hat. So entdecken sie Bill McGoverns Hut (sie erfahren später, dass Bill an einem Herzinfarkt gestorben war, während sie im Krankenhaus waren) und Lois’ Ohrringe. Sie wollen gerade verschwinden, als Atropos zurückkehrt und sie bemerkt. Ralph und er liefern sich einen blutigen Kampf, in dem Ralph erfährt, dass Atropos Natalie Deepneau umbringen will. Er vereinbart mit Klotho und Lachesis einen Tausch: sein Leben gegen Natalies. 
Ralph kann Ed aufhalten und den Scharlachroten König töten, das auserwählte Kind wird gerettet. Lois und er heiraten noch im selben Jahr und sind glücklich miteinander. Bald vergessen sie alles, was geschehen ist, der Schlaf hilft ihnen dabei, bis Ralph wieder das Ticken der Todesuhr hört, das er damals schon vernommen hatte, bevor seine erste Frau starb. Er erinnert sich wieder an Klotho, Lachesis, Atropos und den Tausch, zu dem er sich verpflichtet hat.
An jenem bestimmten Tag wird Ralph von einem Auto überfahren, Natalie jedoch bleibt am Leben.

## Verknüpfungen mit anderen Werken
- Ralph Roberts findet in einem Lager einen kleinen Turnschuh; er gehört Gage Creed, dem unglückseligen Jungen aus Friedhof der Kuscheltiere.
- Bibliothekar Mike Hanlon, der Ralph Tipps zu seinen Schlafproblemen geben möchte, ist eine der Hauptpersonen von Es.
- Auch Ben Hanscom, Architekt des Bürgerzentrums, in dem der Showdown spielt, ist Lesern aus Es bekannt.
- Ralph erinnert sich an den Tod des homosexuellen Adrian Mellon, der einer Gruppe Schläger, die vom Monster ES manipuliert wurden, in die Fänge geriet.
- Apotheker Joe Wyzer ist es, der in Sara Mike Noonans Frau tot vorfinden wird. Mike Noonan schließlich wird von einer Begegnung mit Ralph Roberts und auch von dessen Tod berichten.
- Wie viele seiner Werke beinhaltet auch Schlaflos mehrere Verweise auf Kings nach eigenen Aussagen wichtigstes Werk, die epische Horrorsaga Der Dunkle Turm: Der Scharlachrote König als Personifikation des Bösen trat hier erstmals direkt in Erscheinung und sollte später eine zentrale Rolle spielen.
- Patrick Danville spielt eine wichtige Rolle im Abschluss der Saga, dem Roman Der Turm.